# Lucia Anguissola
Lucia Anguissola (ur. ok. 1538 w Cremonie, we Włoszech, zm. w 1565 tamże) – włoska malarka epoki renesansu.

## Życiorys
Lucia Anguissola pochodziła z arystokratycznego rodu i podobnie, jak jej liczne rodzeństwo posiadała uzdolnienia artystyczne. Anguissola była córką, Amilcare Anguissola – patrycjusza, który pracował jako rysownik, amator i Bianci Ponzoni Anguissola. Siostry Anguissoli były też malarkami: Anna Maria Anguissola, Minerva Anguissola, Europa Anguissola, Elena Anguissola i Sofonisba Anguissola.
Jej prace ujawniają wyraźny wpływ starszej siostry, Sofonisby, która prawdopodobnie była również jej nauczycielką. Anguissola malowała głównie portrety. Niektórzy chcieli przypisać jej prace, jej siostrze, Sofonisbie, ponieważ były bardzo podobne do siebie.
W 1566, kiedy malarz, Giorgio Vasari odwiedził rodzinę Anguissola, Lucia już nie żyła.

## Dzieła
- Baltimore, Muzeum Sztuki Waltersa;
  - Portret młodego szlachcica z odpoczywającym psem.
- Brescia; Pinacoteca Tosio Martinengo;
  - Portret małej dziewczynki.
- Corsham Court, Kolekcja Methuen; 
  - Troje dzieci z psem.
- Madryt, Muzeum „Prado”;
  - Portret doktora – Pietro Marii.
- Mediolan, Muzeum Poldi Pezzoli;
  - Portret Minervy Anguissoli.
- Rawenna, kolekcja prywatna;
  - Maria z dzieckiem, 1555.
- Reims, Muzeum Sztuk Pięknych;
  - Portret młodego szlachcica z odpoczywającym psem.
- Rzym, Ogrody Borghese;
  - Portret kobiety.
- Nieznane miejsce pobytu;
  - Portret młodego szlachcica z odpoczywającym psem.
- Nieznane miejsce pobytu;
  - Szyjąca dziewczyna.

## Rodzeństwo[1]
- Sofonisba Anguissola (1532-1625),
∞ maj 1573, Fabrizio Moncada (1535-1579), Madryt, Hiszpania;
∞ 17 grudnia 1579, Orazio Lomellini (1547), Piza, Toskania, Włochy;
- Elena Anguissola (1533-1584);
- Europa Anguissola (1536);
∞ 1568, Carlo Schinchinelli, Cremona, Lombardia, Włochy;
- Minerva Anguissola (1539-1566);
- Asdrubale Anguissola (1551-1623);
- Anna Maria Anguissola (1555-1611);
∞ 1574, Giacomo Sommi.

## Galeria

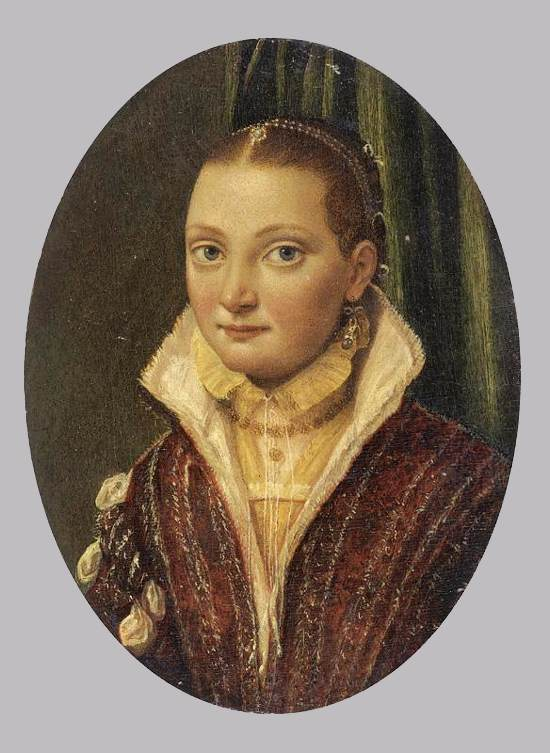
Lucia Anguissola: Portret namalowany przez Sofonisbę Anguissola (1560–1565)
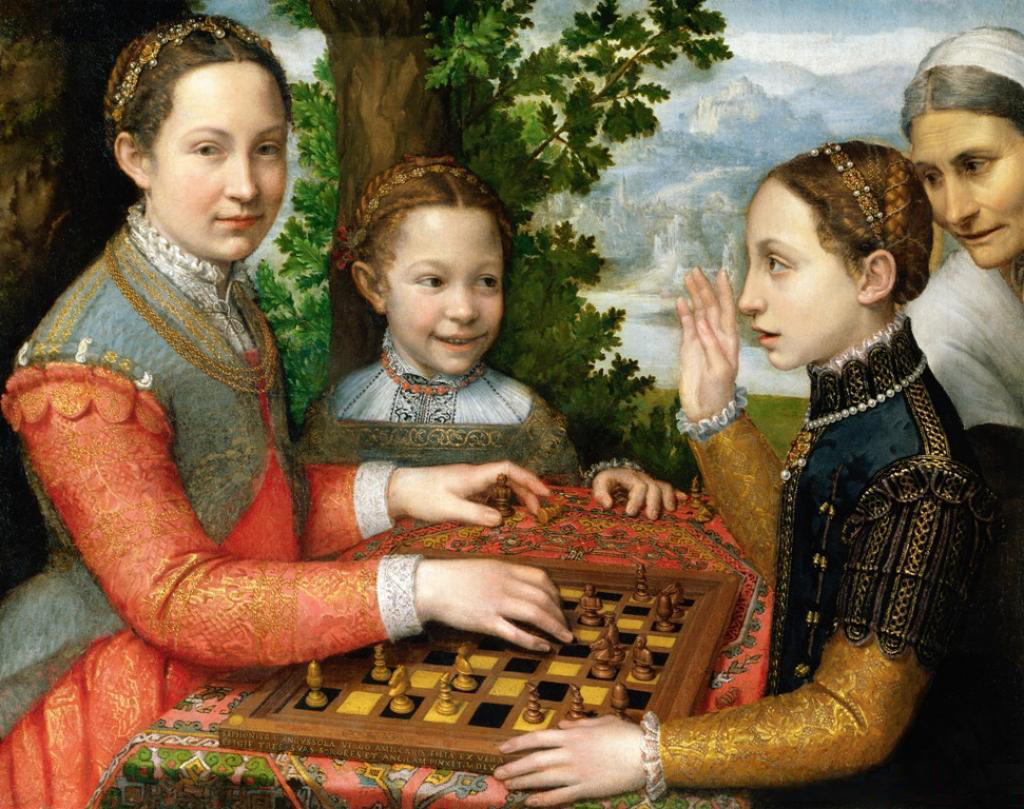
Sofonisba Anguissola, Lucia, Minerva i Europa grają w szachy (1555), Galeria Malarstwa i Rzeźby Muzeum Narodowego w Poznaniu
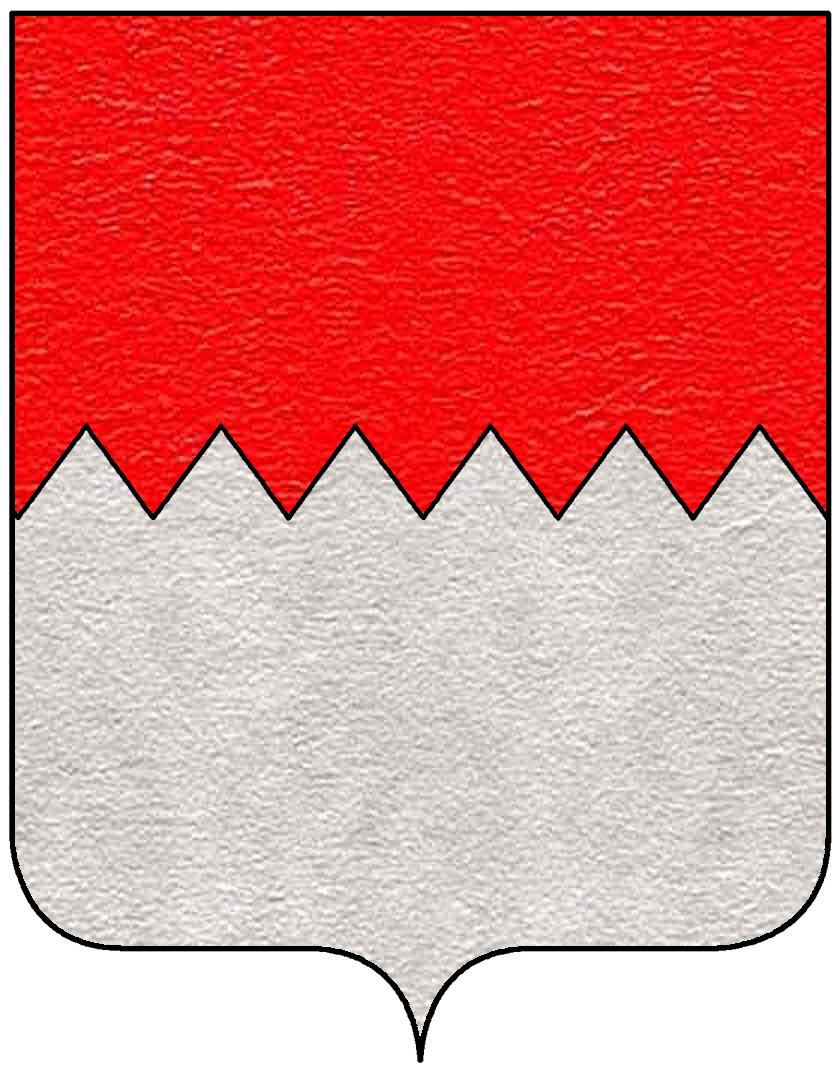
Herb rodziny Anguissola
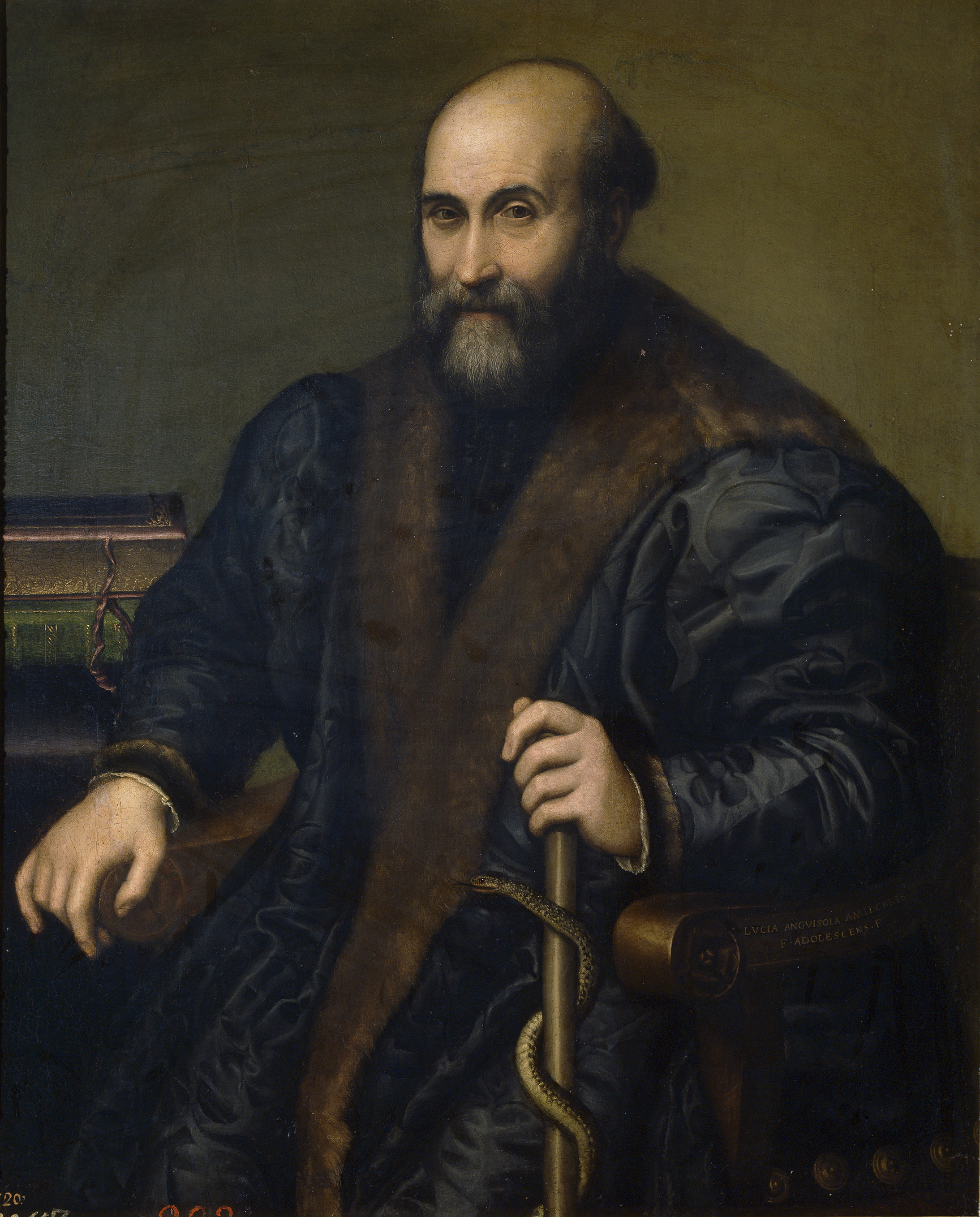
Lucia Anguissola: Pietro Manna, 1557

## Literatura
- Allgemeines Lexikon der bildenden Künstler von der Antike bis zur Gegenwart, 1907, str. 524 (niem.)